# Écublens (Vaud)
Écublens es una ciudad y comuna suiza del cantón de Vaud, situada en el distrito del Ouest lausannois. Limita al norte con las comunas de Bussigny-près-Lausanne y Crissier, al este con Renens y Chavannes-près-Renens, al sur con Saint-Sulpice, y al oeste con Denges y Echandens.
La comuna formó parte hasta el 31 de diciembre de 2007 del distrito de Morges, círculo de Écublens.